# Hairspray (pel·lícula de 1988)
Hairspray és una pel·lícula estatunidenca musical-còmica de 1988 dirigida per John Waters i protagonitzada per Ricki Lake i Divine. El film independent va posar en relleu tant la discriminació que pateixen les dones amb sobreprès com la segregació racial contra els afroamericans en la dècada de 1960. El 2007 es va estrenar un versió homònima realitzada per Hollywood i protagonitzada per John Travolta, Michelle Pfeiffer i Christopher Walken. Ha estat doblada al català.

## Argument
Tracy Turnbland (Ricki Lake) i la seva millor amiga Penny Pingleton (Leslie Ann Powers), fan una audició per al Xou de Corny Collins, un popular xou de joves ballarins de Baltimore (basat en un de la vida real als EUA anomenat The Buddy Deane Show. Malgrat el seu sobrepès, Tracy es converteix en un ídol al programa, fent-li competència a l'aspirant a reina del xou: Amber Von Tussle (Collen Fitzpatrick), una malvada, privilegiada i bella companya de secundària els pares de la qual, Velma (Debbie Harry) i Franklin Von Tussle (Sonny Bono) són amos del Tilted Acres amusement park (basat en el Gwynn Oak Amusement Park de Baltimore, on els conflictes racials tenien lloc) Tracy roba el promès d'Amber, Link Larkin (Michael St. Gerard) i competeix amb ella pel títol de Miss Auto Show '93 guanyant-se l'odi de Amber.
La fama de Tracy, la fa ser la model per a talles grans en la botiga del Sr. Pinky (Alan Wendl). A més, ella imposa la moda amb el seu gran pentinat, i per això, és enviada a l'oficina del Director, que l'envia a la sala de detenció on coneix a companys de secundària negres, on també coneix a Seaweed (Clayton Prince), fill de la propietària d'una botiga de música R&B Motormouth Maybelle que a més condueix el 'Negre Day' en el xou de Collins.

## Repartiment
- Ricki Lake: Tracy Turnblad
- Divine: Edna Turnblad/Arvin Hodgepile
- Sonny Bono: Franklin Von Tussle
- Ruth Brown: Motormouth Maybelle
- Debbie Harry: Velma Von Tussle
- Jerry Stiller: Wilbur Turnblad
- Colleen Fitzpatrick: Amber Von Tussle
- Michael St.Gerard: Link Larkin
- Leslie Ann Powers: Penny Pingleton
- Clayton Prince: Seaweed
- Mink Stole: Tammy
- Shawn Thompson: Corny Collins
- Jo Ann Havrilla: Prudence Pingleton
- Alan Wendl: Mr. Pinky
- Pia Zadora: Beatnik Chick
- Ric Ocasek: Beatnik Cat
- Holter Graham

## Soundtrack
La banda sonora va ser llançada el 27 de gener de 1995 per MCA Records. En el CD apareix una cançó original de Rachel Sweet i  altres onze cançons, en la seva majoria de la dècada de 1960 per Gene Pitney, Toussaint McCall, entre d'altres.

### Cançons addicionals
Altres cançons apareixen en la pel·lícula, però no estan en la banda sonora, les quals s'enumeren a continuació: 
- "Limb Rock" – Chubby Checker
- "Day-O" – Pia Zadora Mai va ser llançada com a sol
- "Duke of Earl" – Gene Chandler
- "Train to Nowhere" – The Champs
- "Dancin' Party", Chubby Checker
- "The Fly".- Chubby Checker
- "The Bird"- The Dutones
- "Pony Time" – Chubby Checker
- "Hide and Go Seek" – Búnquer Hill
- "Mashed Potato Time" – Dee Dee Sharp
- "Gravy (For My Mashed Potatoes)" – Dee Dee Sharp
- "Waddle, Waddle" – The Bracelettes
- "Do the New Continental" – The Dovells
- "You Don't Own Me" – Lesley Gore
- "Life's Too Short" – The Lafayettes

## Premis i nominacions
- 1988: Premis Independent Spirit: 6 nominacions incloent-hi la de millor pel·lícula
- 1988: Festival de Sundance: Nominada al Gran Premi del Jurat

## Crítica
- "Waters torna a demostrar el seu particular sentit de l'humor en aquesta esbojarrada crítica social ambientada en els anys seixanta. A destacar el protagonisme de Sonny Bono. Resulta simpàtica"[3]

## Producció
John Waters té un paper secundari en aquesta pel·lícula interpretant a un psiquiatre. Ricki Lake va haver de menjar molt per mantenir el pes i la seva aparença física gran, perquè, de fet, les classes de ball que havia pres durant la pel·lícula constantment la feien lluir més prima.
El Corny Collins Show es basa en un clàssic programa de televisió clàssic de 1957, anomenat The Buddy Deane Show.